# Cyclostomata
I Ciclostomi (superclasse Cyclostomata) (dal greco κύκλον, cerchio, e στόμα, bocca) sono vertebrati privi di mascelle e di pinne pari. Possiedono da 1 a 15 paia di aperture branchiali. Il tegumento è privo di scaglie, viscido. Lo scheletro è cartilagineo.
I ciclostomi comprendono i Petromyzontiformes (tra cui petromizonti e lamprede) e i Myxiniformes. Le dimensioni raggiungono il metro in lunghezza. La consistenza è carnosa e il colore è orientativamente grigio-scuro.
Il movimento è sinuoso e anguilliforme. Sono inoltre caratterizzati da un comportamento volto ad agganciarsi ad oggetti sul fondo del mare, navi o addirittura ad altri individui, configurando in questo caso il loro comportamento come "parassita".

## Distribuzione e numero
Comprendono oltre 100 specie tra missine e lamprede. Solo una specie è migratrice, marina da adulta, fluviale per la riproduzione.

## Ecologia
Vivono prevalentemente sul fondo marino, fino ad una profondità di circa 500 metri. Si possono trovare individui isolati oppure fissi su pesci, navi o testuggini.

## Etologia
Scavano buche nei fondali sabbiosi, dove le femmine depongono le uova, il cui numero si aggira intorno alle 200 000 unità.
L'alimentazione è caratterizzata da pesci, prevalentemente; raramente si nutrono di invertebrati.

## Sviluppo
Le uova deposte sul fondo sabbioso vengono fecondate per sviluppare in larve (Ammocete), che fuoriescono dalla membrana dell'embrione ad una temperatura di 20 °C, una settimana dopo la fecondazione. Lo stadio larvale dura diversi anni; trascorso questo periodo le larve metamorfosano in adulti sessualmente maturi.

## Sistematica
I Ciclostomi si dividono in due Classi:
- Classe Cephalaspidomorphi
  - Ordine Petromyzontiformes
- Classe Myxini